# Doug Savant
Douglas Peter "Doug" Savant (sinh ngày 21 tháng 6 năm 1964) là một nam diễn viên người Mỹ. Ông được biết đến nhiều với các vai như Matt Fielding trong Melrose Place và Tom Scavo trong Desperate Housewives.

## Sự nghiệp
Doug Savant lần đầu gây sự chú ý khi đóng vai một phiên bản trẻ của Mac McKenzie (đóng bởi bạn học Kojak Kevin Dobson) trên nhiều tập thường kỳ về đêm CBS, Knots Landing. Ông đóng cặp với Desperate Housewives cùng với Nicollette Sheridan, người chơi một phiên bản trẻ của nhân vật Anne Matheson miêu tả bởi Michelle Phillips.
Trong thập niên 1980, ông đóng các phim như Masquerade, vai chính Rob Lowe, Teen Wolf, với Michael J. Fox, và Trick or Treat với Marc Price và Ozzy Osbourne. Ngoài ra ông còn là vai trung tâm của một tập của phim The Outer Limits gọi là "The Hunt." Trong tập này, ông đóng vai một người máy giống hệt người bị săn thể thao.
Từ năm 1992 đến năm 1997, Savant đã đóng vai chính Matt Fielding trên Melrose Place, một vai trò đáng chú ý là một trong những nhân vật chính đồng tính công khai đầu tiên trên truyền hình. Vai diễn chính của mình, tuy nhiên, kiểm duyệt rất nhiều bởi hệ thống - đặc biệt là một nụ hôn giữa Matt và ngôi sao khách mời Ty Miller trong mùa diễn hai đoạn cuối đã được chỉnh sửa ở phút cuối cùng bởi FOX. Savant đã rời loạt phim sau năm mùa và một năm sau đó, nhân vật của ông đã bị giết chết trong một vụ tai nạn xe hơi.